# Лабораторная балка
Лабораторная балка (Воронцовская) — балка в Нахимовском районе Севастополя на Корабельной стороне. Её истоки расположены за полтора километра на северо-запад от Сапун-горы, откуда она сбегает в северо-западном направлении до впадения в вершину Южной бухты. Длина балки больше пяти километров
Название балка получила по расположенным в ней лабораториях Морского ведомства, в которых в начале XIX века снаряжались порохом артиллерийские снаряды (бомбы, гранаты). Известны и другие её названия: Воронцовская — по одноимённому шоссе, проложенному в ней в 30-40 годы XIX века. 1938 года чиновники переименовали балку в Курортную, но это название не прижилось со временем.
По части балки, которая примыкает к площади Ревякина, проходит улица Ревякина. Далее, где балка не застроена, начинается Лабораторное шоссе.